# Pathfinder (Schiff, 1905)
Die Pathfinder, auch HMS Pathfinder, war ein Aufklärungskreuzer der Pathfinder-Klasse der britischen Marine, die zwischen 1905 und 1914 in Dienst stand. Die Pathfinder war das erste Schiff, das auf See fahrend durch ein U-Boot mit einem Torpedoschuss versenkt wurde.

## Baugeschichte
Die Pathfinder und ihr Schwesterschiff Patrol gehörten zu den leichten britischen Aufklärungskreuzern, die in mehreren Klassen bis in den Weltkrieg hinein beschafft wurden und mit der zuletzt in 28 Exemplaren beschafften C-Klasse die Basis für die Leichten Kreuzer der Flottenabkommen zwischen den Weltkriegen bildeten. Die Kreuzer sollten der Flotte als Aufklärer dienen, Angriffe der Zerstörerflottillen anführen und feindliche Zerstörer abwehren. Die Kreuzer waren für den Dienst in der Nordsee und nicht auf überseeischen Stationen konstruiert.
Die acht Scouts der Sentinel-Klasse (Vickers lieferte Sentinel und Skirmisher, Armstrong-Whitworth die Vierschornsteiner Adventure und Attentive und Fairfield Forward und Foresight) bewährten sich nicht besonders. Sie wurden von der technischen Entwicklung insbesondere der Zerstörer überholt. Diese wurden nicht nur sehr schnell größer und stärker bewaffnet, sondern durch die Verwendung von Turbinen auch erheblich schneller.
Die sehr geringe Panzerung der Schiffe und ihr geringer Fahrbereich ließ dazu wenig andere Einsatzmöglichkeiten.

## Einsatzgeschichte
Mit dem Bau der Pathfinder wurde 1903 begonnen, und am 18. Juli 1905 wurde sie in Dienst gestellt. Der neue Kreuzer wurde der Atlantic Fleet mit den Hauptbasen Gibraltar und Berehaven (Irland) zugeteilt. Schon 1906 wechselte er zur Channel Fleet, wo er unter Commander Spencer A. Hickley  zusammen mit dem Schwesterschiff Patrol und der Sentinel und der 1.(Porthmouth), 2.(Nore) und 3.(Devonport) Zerstörerflottille in der dieser Flotte zugeteilten Zerstörergruppe unter Konteradmiral Alfred Leigh Winsloe auf der Sapphire Dienst tat. 1907 wurden diese Verbände Teile der neugebildeten Home Fleet.
Bei Beginn des Ersten Weltkrieges war die Pathfinder Flottillenführer der 8. Zerstörerflottille in Rosyth am Firth of Forth.
Untergang

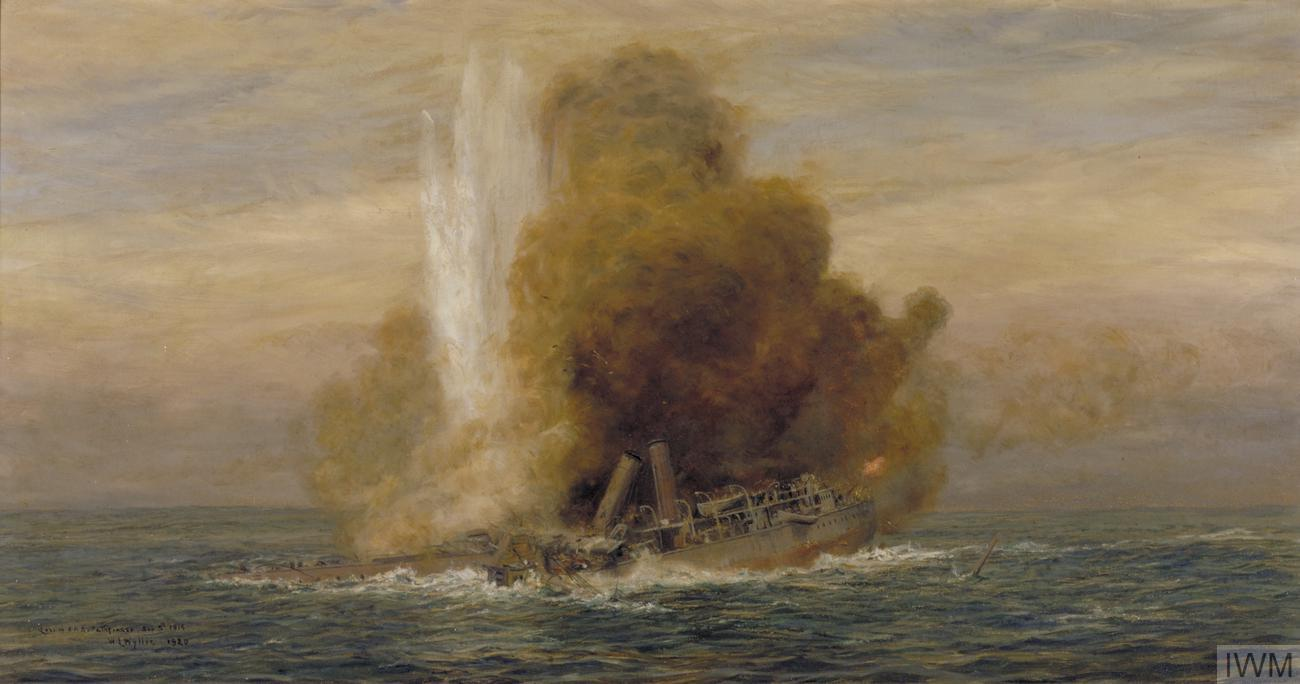
Die Versenkung der Pathfinder auf einem Gemälde von William Lionel Wyllie

Am 5. September 1914 wurde die Pathfinder vor der Ostküste Schottlands, in der Nähe der Landspitze St. Abbs Head, durch das deutsche U-Boot U 21, unter Führung von Kapitänleutnant Otto Hersing, versenkt.
Die Pathfinder befand sich als Führungsschiff mit der 8. Zerstörer-Flottille im Einsatz. Wegen erheblichen Kohlemangels soll sie nur noch maximal 5 Knoten gelaufen sein und hatte sich von den sie begleitenden Zerstörern getrennt. So wurde sie für U 21 zu einem leichten Ziel. Unglücklicherweise traf der Torpedo auch noch direkt ein Munitionsmagazin der Pathfinder. Sie versank nach der Explosion des Magazins in nur wenigen Minuten. Mindestens 256 Seeleute verloren dabei ihr Leben. Achtzehn Überlebende konnten von Fischerbooten aus Eyemouth gerettet werden, von denen vier später noch starben. Die Zerstörer Stag und Express trafen zu spät ein, um noch Überlebende zu retten.